# 1975 en cyclisme
| Années du cyclisme : 1972 - 1973 - 1974 - 1975 - 1976 - 1977 - 1978    |
| Décennies du cyclisme : 1940 - 1950 - 1960 - 1970 - 1980 - 1990 - 2000 |

Les faits marquants de l'année 1975 en cyclisme.

## Par mois

### Février
- 7 février : le Français Jacques Esclassan gagne la ronde d'Aix en Provence.
- 8 février : le Français Maurice Le Guilloux gagne le Grand Prix d'Aix-en-Provence.
- 13 février : le Français Patrick Béon gagne l'Étoile de Bessèges.
- 19 février : le Belge Joseph Bruyère gagne le Tour Méditerranéen.
- 20 février : l'Italien Gian-Battista Baronchelli gagne le Trophée Laigueglia.
- 21 février : le Belge Guido Van Sweelvelt gagne le Grand prix de St Tropez.
- 22 février : le Belge Freddy Maertens gagne le Tour d'Andalousie pour la deuxième fois.
- 22 février : le Français Jean Pierre Danguillaume gagne le Grand Prix de Cannes.
- 23 février : le Belge Eddy Merckx gagne la 2eme étape du Tour de Sardaigne Alguero-Alguero.
- 23 février : l'Italien Francesco Moser gagne le Grand Prix de Monaco.
- 23 février : le Français Jean Chassang gagne la ronde de Montauroux.
- 23 février : le Français Charly Rouxel gagne le Grand Prix d'Antibes.
- 26 février : le Belge Eddy Merckx gagne le Tour de Sardaigne pour la quatrième fois.
- 27 février : le Belge Eddy Merckx gagne Sassari-Cagliari.
- 27 février : le Français Régis Ovion gagne le Grand Prix de Nice.

### Mars
- 1er mars : le Belge Joseph Bruyère gagne le Circuit Het Volk pour la deuxième fois.
- 2 mars : le Belge Eddy Peelman gagne le Grand Prix de Valencia.
- 2 mars : le Belge Frans Verhaegen gagne Kuurne-Bruxelles-Kuurne.
- 2 mars : le Belge Guido Van Sweevelt gagne le Tour du Limbourg.
- 2 mars : le Français Raymond Delisle gagne Genes-Nice. Ensuite la course qui alterne avec Nice-Genes disparait du calendrier international.
- 3 mars : le Français Raymond Delisle gagne le Tour du Haut-Var.
- 5 mars : le Français Alain Santy gagne le Grand Prix José Samyn.
- 7 mars : l'Espagnol Miguel Maria Lasa gagne le Tour de Corse.
- 8 mars : l'Espagnol Vicente Lopez Carril gagne le Tour du Levant.
- 9 mars : le Belge Eddy Merckx gagne le prologue de Paris-Nice à Fontenay sous Bois.
- 9 mars : le Belge Patrick Sercu gagne le Circuit des Ardennes Flamandes.
- 9 mars : le Belge Hugo Thijs gagne le course cycliste Bruxelles-Zepperen.
- 14 mars : le Belge Eddy Merckx gagne la 5eme étape de Paris-Nice Orange-Saint Remy de Provence.
- 15 mars : le Belge Dirk Baert gagne le " Trèfle à 4 Feuilles".
- 16 mars : le Belge Roger de Vlaeminck gagne Tirreno-Adriatico.
- 16 mars : le Néerlandais Joop Zoetemelk gagne Paris-Nice pour la deuxième fois d'affilée.
- 16 mars : le Belge Serge Vandaele gagne le Circuit de Waes.
- 19 mars : le Belge Eddy Merckx gagne Milan-San Remo pour la sixième fois.
- 22 mars : le Belge Frans Verbeeck gagne le Grand Prix E3.
- 23 mars : le Belge Geert Malfait gagne Harelbeke-Poperinge-Harelbeke.
- 23 mars : le Néerlandais Cees Priem gagne À travers la Belgique.
- 23 mars : l'Italien Giuseppe Perletto gagne le Tour de Calabre.
- 23 mars : le Français Jacques Esclassan gagne le Critérium national de la route.
- 23 mars : le Belge Willem Peeters gagne la Flèche brabançonne.
- 23 mars : l'Espagnol Francisco Galdós gagne Subida a Arrate. L'épreuve ne sera pas disputée en 1976 et reprendra en 1977.
- 25 mars : le Belge Roger de Vlaeminck gagne la première édition du Trophée Pantalica.
- 25 mars : le Belge Marc Demeyer gagne la Nokere Koerse.
- 26 mars : le Belge Eddy Verstraeten gagne le Grand Prix Pino Cerami.
- 27 mars : l'Italien Giancarlo Bellini gagne le Tour de Campanie.
- 29 mars : le Belge Eddy Merckx gagne l'Amstel Gold Race pour la deuxième fois.
- 29 mars : l'Italien Luciano Borgognoni gagne le Grand Prix Cemab. L'épreuve disparait ensuite du calendrier International.
- 30 mars : l'Espagnol Miguel Maria Lasa gagne le Grand Prix de Pâques.
- 30 mars : le Belge Geert Malfait gagne le Circuit des Régions Fruitières.

### Avril
- 1er avril : le Français Raymond Martin gagne Paris-Camembert.
- 1er avril : le Belge Roger Loysch gagne le Grand Prix de Denain.
- 2 avril : le Belge Eddy Merckx gagne la 2eme étape de la semaine catalane.
- 3 avril : le Belge Freddy Maertens gagne le Tour de Belgique.
- 4 avril : le Belge Eddy Merckx gagne la Semaine catalane.
- 6 avril : le Belge Eddy Merckx gagne le tour des Flandres pour la deuxième fois.
- 9 avril : le Belge Freddy Maertens gagne Gand-Wevelgem.
- 12 avril : le Belge Engelbert Opdebeeck gagne le Grand Prix E5.
- 13 avril : le Belge Roger de Vlaeminck gagne Paris-Roubaix pour la troisième fois.
- 13 avril : l'Espagnol Antonio Martos Aguilar gagne le Grand Prix de Printemps.
- 15 avril : le Belge André Dierickx gagne le Grand Prix de Wallonie.
- 15 avril : le Belge Marc Demeyer gagne le Circuit de la Côte Ouest.
- 16 avril : l'Espagnol Agustin Tamames gagne le Grand Prix de Navarre.
- 17 avril : le Belge André Dierickx gagne la Flèche wallonne pour la deuxième fois.
- 18 avril : l'Espagnol José Antonio Gonzales Linares gagne le Tour du Pays basque.
- 18 avril : l'Italien Giovanni Battaglin gagne le Tour des Pouilles.
- 20 avril : le Belge Eddy Merckx gagne Liege-Bastogne-Liege pour la cinquième fois.
- 20 avril : le Suisse Roland Salm gagne le Tour du Nord-Ouest de la Suisse pour la deuxième année d'affilée.
- 20 avril : l'Espagnol Francisco Galdós gagne Nuestra Señora de Oro.
- 21 avril : le Circuit de la Sarthe devient Open, c'est-à-dire que la course auparavant réservée aux amateurs est ouverte aux professionnels. Le Français Bernard Hinault néo professionnel l'emporte.
- 25 avril : le Belge Rik Van Linden gagne Milan-Vignola.
- 26 avril : le Belge Freddy Maertens gagne le Grand Prix de la Banque pour la deuxième fois.
- 26 avril : le Néerlandais Roy Schuiten gagne le Tour d'Indre et Loire .
- 27 avril : l'Italien Francesco Moser gagne la Coupe Placci.
- 27 avril : le Belge Bernard Bourguignon gagne la Flèche Campinoise.

### Mai
- 1er mai : le Néerlandais Roy Schuiten gagne le Grand Prix de Francfort.
- 1er mai : le Belge Jos Jacobs gagne le Grand Prix Hoboken pour la deuxième fois en 2 ans.
- 3 mai : le Français Jean Pierre Danguillaume gagne Paris-Bourges.
- 3 mai : le Belge Marcel Vanderslagmolen gagne la Flèche Côtière.
- 4 mai : le Belge Roger de Vlaeminck gagne le Championnat de Zurich.
- 4 mai : le Belge Joseph Gijsemans gagne le Circuit Mandel-Lys-Escaut.
- 4 mai : le Néerlandais André Gevers gagne Seraing-Aix-Seraing.
- 5 mai : le Belge Freddy Maertens gagne Bruxelles-Meulebeke pour la troisième année d'affilée. Ensuite l'épreuve disparaît du calendrier international.
- 7 mai : le Belge Eddy Merckx gagne la 1ere étape du Tour de Romandie Genève-Saint Croix.
- 8 mai : le Belge Christian Debuysschere gagne le Tour de Condroz.
- 8 mai : le Belge Dirk Baert gagne le Circuit des 3 Provinces Belge.
- 10 mai : l'Italien Constantino Conti gagne le Tour de Toscane.
- 11 mai : le Belge Freddy Maertens gagne les Quatre Jours de Dunkerque pour la deuxième fois.
- 11 mai : le Belge Eddy Merckx gagne la 2eme demi-étape de la 5eme étape du Tour de Romandie Lancy-Lancy. L'Espagnol Francisco Galdos gagne le classement général final du Tour de Romandie.
- 11 mai : l'Espagnol Agustin Tamames gagne le Tour d'Espagne.
- 11 mai : le Belge Jos Jacobs gagne le Tour du Brabant Central.
- 17 mai : le Belge Walter Planckaert gagne la Flèche de Liedekerke.
- 18 mai : le Portugais José Fleitas Martins gagne le Tour des vallées minières.
- 18 mai : le Belge Dirk Baert gagne le Tour du Brabant Ouest.
- 19 mai : le Belge Herman Van Springel gagne le Circuit de Flandre Orientale.
- 19 mai : le Belge Jacques Martin gagne la Flèche Hesbignonne.
- 22 mai : le Belge Lucien Van Impe gagne le Tour de l'Aude.
- 25 mai : le Français Régis Delépine gagne le Circuit de l'Indre.
- 25 mai : l'Allemand Dietrich Thurau gagne le Tour de l'oise.
- 29 mai : le Belge Dirk Baert gagne le Circuit du Tournaisis.
- 29 mai : l'Espagnol Agustin Tamames gagne le Tour d' Aragon.

### Juin
- 1er juin : comme l'an dernier le Belge Herman Van Springel gagne Bordeaux-Paris, c'est sa troisième victoire dans l'épreuve..
- 1er juin : le Français georges Talbourdet gagne le Grand Prix de Plumelec.
- 1er juin : le Français Antoine Guttierez gagne la Polymultipliée.
- 1er juin le Belge Guido Van Sweevelt gagne le Circuit Hageland-Campine Sud.
- 7 juin : l'italien Fausto Bertoglio gagne le Tour d'Italie.
- 8 juin : le Belge Willy Teirlinck gagne la Flèche Halloise.
- 8 juin : le Belge Georges Pintens gagne le Circuit de Wallonie.
- 9 juin : le Français Bernard Thevenet gagne le Critérium du Dauphiné libéré.
- 11 juin : le Belge Marc Meerhout gagne Bruxelles-Ingooigem.
- 13 juin : le Britannique Bill Nickson gagne le Manx Trophy.
- 15 juin : l'Italien Francesco Moser gagne le Grand Prix du Midi libre.
- 16 juin : le Belge Frans Verbeeck gagne le Tour de Luxembourg.
- 18 juin : l'Italien Francesco Moser gagne le Grand Prix de Camaiore.
- 18 juin : le Belge Bernard Draux gagne Rebecq-Rognon.
- 19 juin : le Belge Eddy Merckx gagne la 8eme étape du Tour de Suisse Laax-Franenfeld.
- 20 juin : l'Espagnol Miguel Maria Lasa gagne le Tour des Asturies.
- 20 juin : stupéfiant, le Belge Roger de Vlaeminck le routier-sprinteur gagne un Tour de Suisse assez montagneux face au Belge Eddy Merckx.
- 22 juin : l'Italien Francesco Moser gagne le Trophée Mattéotti .Comme la course a été désignée Championnat d'Italie sur route, Francesco Moser devient champion d'Italie.
- 22 juin : le Néerlandais Hennie Kuiper devient champion des Pays-Bas sur route.
- 22 juin : l'Espagnol Domingo Perurena devient champion d'Espagne sur route pour la deuxième fois.
- 22 juin : le Luxembourgeois Roger Gilson conserve son titre de champion du Luxembourg sur route, c'est sa troisième victoire dans cette épreuve.
- 22 juin : l'Allemand Dietrich Thurau devient champion de RFA sur route.
- 22 juin : le Suisse Roland Salm devient champion de Suisse pour la deuxième fois d'affilée.
- 22 juin : le Britannique Leslie West devient champion de Grande-Bretagne sur route pour la deuxième fois.
- 22 juin : le Belge Willy Teirlinck devient champion de Belgique sur route.
- 22 juin : le Français Régis Ovion devient champion de France sur route.
- 26 juin : départ du Tour de France, les bonifications sont supprimées, le Belge Eddy Merckx est favori, en cas de victoire il deviendrait recordman unique de l'épreuve avec 6 victoires et effacerait le Français Jacques Anquetil des annales. C'est pour cette raison que le public Français va se montrer odieux envers lui. À noter que dans l'équipe Gitane-Campagnolo le néo professionnel Bernard Hinault épuisé par les multiples courses que lui impose son directeur sportif, le Français Jean Stablinski, refuse de participer à ce Tour.  L'Italien Francesco Moser gagne le prologue du Tour de France à Charleroi et prend le maillot jaune, 2e le Belge Eddy Merckx à 2 secondes, 3e à égalité les Belges Lucien Van Impe et Michel Pollentier à 14 secondes.
- 27 juin : le Néerlandais Cees Priem gagne la 1re demi étape de la 1re étape du Tour de France Charleroi-Molenbeek. Dans la côte d'Alsemberg le Belge Eddy Merckx provoque une sélection de 8 coureurs, parmi lesquels figurent l'Italien Francesco Moser, les Belges Lucien Van Impe et Michel Pollentier et les Néerlandais Joop Zoetemelk et Gerrie Knetemann. Malgré les relais appuyés de Merckx, l'échappée ne prendra que quelques secondes au peloton, au sprint Priem prend le dessus sur Merckx 2e et le Belge Ronald de Witte 3e. Le Belge Karel Rottiers 7 secondes après règle le sprint du peloton . La 2e demi étape de la 1re étape Molenbeek-Roubaix est remportée au sprint par le Belge Rik Van Linden devant l'Italien Francesco Moser et le Belge Walter Godefroot. Des cassures se sont produites c'est ainsi que l'Espagnol Luis Ocana 32e, le Belge Lucien Van Impe 46e et le Néerlandais Joop Zoetemelk 57e tous à 1 minute 22 se retrouvent piégés. Au classement général 1er l'Italien Francesco Moser, 2e le Belge Eddy Merckx à 2 secondes, 3e Pollentier à 14 secondes. Le Français Bernard Thenenet se retrouve 4e à 1 minute 17 secondes, son compatriote Raymond Poulidor est 8e à 1 minute 27 secondes. Entre eux Il y a l'Italien Felice Gimondi 6e à 1 minute 22 secondes. Van Impe rétrograde à la 12e place à 1 minute 36 secondes, Zoetemelk à la 13e place à 1 minute 39 seconde et Ocana 32e accuse déjà 3 minutes de retard.
- 28 juin : le Belge Ronald de Witte gagne la 2e étape du Tour de France Roubaix-Amiens devant le Néerlandais Gérard Vianen tous les deux détachés, le Belge Rik Van Linden gagne sur leurs talons le sprint du peloton. À noter l'abandon de l'Espagnol José Manuel Fuente.
- 29 juin : le Belge Karel Rottiers gagne au sprint la 3e étape du Tour de France Amiens-Versailles, 2e l'Italien Francesco Moser, 3e le Français Jacques Esclassan.
- 29 juin : le Belge Marc Renier gagne le Circuit de Belgique Centrale. L'épreuve ne sera pas disputée en 1976 et reprendra en 1977.
- 30 juin : le Français Jacques Esclassan gagne au sprint la 4e étape du Tour de France Versailles-Le Mans qui se termine sur le célèbre circuit Bugatti, une fois la ligne franchie Esclassan déséquilibre et fait chuter le Belge Rik Van Linden 2e sous le regard entre autres du Français Robert Mintkiéwicz 3e. La réclamation du Belge ne sera pas prise en considération puisque l'action a eu lieu après l'arrivée. De plus un examen de la célèbre photo prise au moment du sprint montre que la roue avant de l'Italien Giacomo Bazzan (4eme de l'étape) touche la roue arrière d'Esclassan et le déséquilibre, ce qui provoque la chute de Van Linden.

### Juillet
- 1er juillet : le Néerlandais Théo Smit gagne au sprint la 5e étape du Tour de France Sablé dur Sarthe-Merlin Plage (qui est en fait la commune de Saint Jean de Monts) devant le Belge Rik Van Linden 2e et le Belge Eddy Merckx 3e. La tête du classement général n'a pas changé depuis Roubaix
- 2 juillet : le contre la montre de la 6e étape du Tour de France Merlin Plage-Merlin Plage est remporté par le Belge Eddy Merckx, 2e le Français Yves Hézard à 27 secondes, 3e le Norvégien Knut Knudsen à 30 secondes, 4e l'Italien Francesco Moser à 33 secondes, 5e le Français Jean Pierre Danguillaume à 45 secondes, 6e le Français Bernard Thévenet à 52 secondes, 7e l'Espagnol Luis Ocana à 53 secondes, 8e le Néerlandais Hennie Kuiper à 56 secondes, 9e le Belge Michel Pollentier à 57 secondes. Parmi les autres favoris le Français Raymond Poulidor est 14e à 1 minute 7 secondes, l'Italien Felice Gimondi est 19e à 1 minute 14 secondes, le Belge Lucien Van Impe est 25e à 1 minute 16 secondes et le grand perdant du jour est le Néerlandais Joop Zoetemelk 33e à 1 minute 39 secondes. Merckx prend le maillot jaune avec 31 secondes d'avance sur Moser 2e, 1 minute 9 secondes sur Pollentier 3e, 2 minutes 7 secondes sur Thévenet 4e. Sont 5e et 6e à égalité le Belge Herman van Springel et Raymond Poulidor à 2 minutes 32 secondes. Gimondi est 7e à 2 minutes 34 secondes, Van Impe est 8e à 2 minutes 50 secondes. Zoetemelk est 13e à 3 minutes 8 secondes, Kuiper est 17e à 3 minutes 33 secondes et Ocana est 21e à 3 minutes 51 secondes.
- 3 juillet : l'Italien Francesco Moser gagne au sprint la 7e étape du Tour de France Saint Gilles Croix de Vie-Angoulême dont l'arrivée est jugée en côte, 2e, 3e et 4e les Belges Rik Van Linden, Walter Godefroot et Eddy Merckx qui prend 4 secondes sur ses suivants immédiat au classement général, l'Espagnol Luis Ocana termine 41e et perd 17 secondes. au classement général : 1er Merckx, 2e Moser à 31 secondes, 3e le Belge Michel Pollentier à 1 minute 13 secondes, 4e le Français Bernard Thévenet à 2 minutes 11 secondes, 5e et 6e à égalité  le Belge Herman Van Springel et le Français Raymond Poulidor à 2 minutes 36 secondes, 7e l'Italien Felice Gimondi à 2 minutes 38 secondes, 8e le Belge Lucien Van Impe à 2 minutes 54 secondes. Le Néerlandais Joop Zoetemelk est 11e à 3 minutes 8 secondes et Ocana est 22e à 4 minutes 8 secondes.
- 4 juillet : le Britannique Barry Hoban gagne au sprint la 8e étape du Tour de France Angoulême-Bordeaux qui s'achève sur le stade-vélodrome, 2e le Belge Rik Van Linden, 3e le Français Jacques Esclassan.
- 5 juillet : le Néerlandais Théo Smit gagne au sprint la 1re demi étape de la 9e étape du Tour de France Langon-Fleurance, 2e le Belge Rik Van Linden, 3e l'Italien Giacinto Santambrogio, 4e le Belge Eddy Merckx. À noter la chute et l'abandon clavicule cassée du Français Jacques Esclassan.
- Le contre la montre de la 2e demi étape de la 9e étape du Tour de France est remporté par le Belge Eddy Merckx accueilli par une bordée de sifflets sur le stade de Auch, 2e le Français Bernard Thévenet à 9 secondes, 3e le Norvégien Knut Knudsen à 23 secondes, 4e l'Italien Felice Gimondi à 44 secondes, 5e le Français Yves Hézard à 47 secondes, 6e l'Espagnol Luis Ocana à 1 minute 6 secondes, 7e (victime d'une crevaison) l'Italien Francesco Moser à 1 minute 8 secondes, 8e le Belge Michel Pollentier à 1 minute 16 secondes, 9e le Français Jean Pierre Danguillaume à 1 minute 20 secondes, 10e le Néerlandais Joop Zoetemelk à 1 minute 40 secondes, 11e le Français Raymond Poulidor à 2 minutes 6 secondes, 12e le Belge Herman Van Springel à 2 minutes 7 secondes, 18e le Belge Lucien Van Impe à 2 minutes 24 secondes. Au classement général 1er Merckx, 2e Moser à 1 minute 39 secondes, 3e Thévenet à 2 minutes 20 secondes, 4e Pollentier à 2 minutes 29 secondes, 5e Gimondi à 3 minutes 22 secondes, 6e Knudsen à 3 minutes 42 secondes, 7e Hézard à 3 minutes 59 secondes, 8e Poulidor à 4 minutes 42 secondes, 9e Van Springel à 4 minutes 43 secondes, 10e Zoetemelk à 4 minutes 48 secondes, 11e Danguillaume à 4 minutes 51 secondes, 12e Ocana à 5 minutes 14 secondes. Van Impe est 14e à 5 minutes 18 secondes. Il y a repos le 6 juillet.
- 7 juillet : l'Italien Felice Gimondi gagne la 10e étape du Tour de France Auch-Pau qui emprunte le col du Soulor. Dans l'ascension un groupe de 21 coureurs s'échappe, y figurent tous les favoris sauf le Belge Michel Pollentier qui terminera 31e à 4 minutes 58 secondes, le Norvégien Knut Knudsen  32e dans le même temps et le Belge Herman Van Springel qui finira 92e à 14 minutes 33 secondes. En vue de l'arrivée Gimondi démarre et prend 2 secondes à son compatriote Roberto Poggioli 2e, 7 secondes au Français Jean Pierre Danguillaume 3e et 8 secondes au Français Bernard Thévenet 4e qui règle au sprint le groupe des échappés. Au Classement Général : 1er le Belge Eddy Merckx, 2e l'Italien Francesco Moser à 1 minute 39 secondes, 3e Thévenet à 2 minutes 20 secondes, 4e Gimondi à 3 minutes 14 secondes, 5e le Français Yves Hézard à 3 minutes 59 secondes. Le Français Raymond Poulidor est 6e à 4 minutes 42 secondes, le Néerlandais Joop Zoetemelk est 7e à 4 minutes 48 secondes, Danguillaume est 8e à 4 minutes 50 secondes, l'Espagnol Luis Ocana est 9e à 5 minutes 14 secondes, 10e l'Italien Giovanni Battaglin à 5 minutes 17 secondes, le Belge Lucien Van Impe est 11e à 5 minutes 18 secondes. À noter l'élimination du Néerlandais Théo Smit arrivé hors délais.
- 8 juillet : le Néerlandais Joop Zoetemelk gagne la 11e étape du Tour de France Pau-Saint Lary Soulan qui emprunte les cols du Tourmalet d'Aspin et l'ascension au dessus de Saint Lary Soulan. Dans l'ascension finale Zoetemelk et le Français Bernard Thevenet s'échappent, entre eux le sprint tourne court puisque Thevenet crève en vue de l'arrivée et concède 6 secondes au Néerlandais . Le Belge Eddy Merckx ne peut que limiter les dégâts puisqu'il arrive 4e en compagnie du 3e de l'étape, son compatriote Van Impe tous les deux à 55 secondes. L'espagnol Luis Ocana arrive 5e très loin derrière à 2 minutes 24 secondes. Parmi les autres favoris l'Italien Felice Gimondi est 10e à 5 minutes 35 secondes, son compatriote Giovanni Battaglin est 11e à 5 minutes 37 secondes, les Français Raymond Poulidor, Jean Pierre Danguillaume et Yves Hézard sont dans l'ordre : 15e à 6 minutes 9 secondes, 22e à 7 minutes 52 secondes, 28e à 9 minutes 39 secondes. L'Italien Francesco Moser disparait des premières places terminant 33e à 11 minutes 11 secondes. Au classement général : 1er Merckx, 2e Thevenet  à 1 minute 31 secondes, 3e Zoetemelk à 3 minutes 53 secondes, 4e Van Impe à 5 minutes 18 secondes, 5e Ocana à 6 minutes 43 secondes, 6e Gimondi à 7 minutes 54 secondes. Le Français Raymond Poulidor grand perdant du jour est 7e à 9 minutes 56 secondes, le Tour est perdu pour lui. Idem pour l'Italien Giovanni Battaglin 8e à 9 minutes 59 secondes.
- 9 juillet : le Néerlandais Gerrie Knetemann gagne la 12e étape du Tour de France Tarbes-Albi en battant au sprint son compagnon d'échappé l'Italien Giovanni Cavalcanti 2e. Le sprint du peloton est gagné par le Belge Rik Van Linden 3e à 32 secondes.
- 10 juillet : le Belge Michel Pollentier gagne la 13e étape du Tour de France Albi-Super Lioran qui emprunte le Plomb du Cantal connu aussi comme le Prat de Bouc et l'arrivée en côte à Super-Lioran classée en 3e catégorie, ce qui ne la classe pas comme arrivée au sommet. Le Belge Eddy Merckx 2e à 25 secondes se retrouvant sans équipiers sur les routes du Cantal ne réagit au démarrage de Pollentier qui n'est plus dangereux au général, 3e le Belge Lucien Van Impe à 26 secondes, puis le Néerlandais Joop Zoetemelk 4e, l'Italien Francesco Moser 5e, le Français Bernard Thevenet 6e, tous les trois dans le même temps que Van Impe. Le Suisse Josef Fuchs auteur d'une belle course est 7e à 29 secondes. L'Italien Felice Gimondi est 8e à 30 secondes. Il n'y a plus que 5 coureurs pouvant prétendre à la victoire finale, ils sont dans l'ordre suivant au classement général : 1er Merckx, 2e Thevenet à 1 minute 32 secondes, 3e Zoetemelk à 3 minutes 54 secondes, 4e Van Impe à 5 minutes 19 secondes et 5e Gimondi à 7 minutes 59 secondes ce qui fait déjà beaucoup. À noter les abandons de l'Espagnol Luis Ocana sur tendinite et de l'Italien Giovanni Battaglin à cause d'une rotule fêlée.
- 11 juillet : le Belge Lucien Van Impe gagne la 14e étape du Tour de France Aurillac-Puy de Dôme qui emprunte le Puy Mary et l'ascension du Puy de Dôme. Dans l'ascension finale Van Impe démarre et s'enfuit Thevenet décide de semer le Belge Eddy Merckx et démarre à son Tour et termine 2e à 15 secondes. Pour Merckx 3e à 49 secondes qui arrive avec dans sa roue le Néerlandais Joop Zoetemelk 4eme, l'étape a été difficile d'autant plus qu'en plein effort il reçoit un coup de poing au foie de la part d'un spectateur.  Merckx a du mérite de ne pas s'être effondré. Pour l'Italien Felice Gimondi les carottes sont définitivement cuites puisqu'il finit seulement 11e à 1 minute 44 secondes. Au classement général Merckx d'accroche au maillot jaune avec 58 secondes d'avance sur Thevenet 2e 3e Zoetemelk à 3 minutes 54 secondes, 4e Van Impe à 4 minutes 30 secondes, Gimondi 5e à 8 minutes 54 secondes n'est plus dangereux.  Il y a repos le 12 juillet.
- 13 juillet : le Français Bernard Thévenet gagne la 15e étape du Tour de France Nice-Pra loup qui emprunte, excusez du peu, les cols de Saint Martin, de la Couillole, de Valberg, des Champs, d'Allos avec arrivée au sommet à Pra Loup . Les attaques ont fusé durant toute l'étape entre Thevenet et le Belge Eddy Merckx, ce dernier arrive à distancer le Français au col d'Allos et se lance dans une descente vertigineuse. Thevenet dans la descente s'alimente ce qui va lui donner l'énergie d'accomplir un fabuleux exploit. Son directeur sportif le Français Maurice de Muer toutefois n'est pas aussi serein que Thevenet. "Alors quoi c'est foutu" lui crie t-il catastrophé. La dernière ascension à Pra Loup ne fait que 6 KM, tout le monde croit la cause entendu et à la victoire de Merckx qui possède alors 1 minute 10 secondes d'avance sur Thevenet. Merckx a-t-il aussi sous-estimé la difficulté des six derniers kilomètres ? On pourrait le croire car il subit une défaillance qui ressemble beaucoup à une fringale, Merckx parlera plutôt des médicaments pris en cours d'étape pour soigner les séquelles du coup de poing au foie qu'il a subi au Puy de Dôme. D'abord il est rejoint par l'Italien Felice Gimondi puis par Thevenet qui lui n'a pas une fringale. Le Français sait que c'est l'occasion ou jamais pour lui, il met toutes ses forces dans la bataille, il rejoint Gimondi et gagne l'étape avec 23 secondes d'avance sur l'Italien. La télévision à cette époque n'avait pas les moyens de suivre l'ascension de tous les coureurs et l'on attend des nouvelles de Merckx. Au bout de 1 minute 12 secondes arrive le Néerlandais Joop Zoetemelk  3e (toujours pas de nouvelles de Merckx). Au bout de 1 minute 42 secondes arrive le Belge Lucien Van Impe 4e (toujours pas de nouvelles de Merckx). Au bout de 1 minute 56 secondes Merckx 5e finalement apparaît. Le coup est rude pour le champion Belge avoir le Tour de France en poche et le perdre en 6 KM, son déclin vient de commencer. Au classement général Thévenet prend le maillot jaune avec 58 secondes d'avance sur Merckx alors que le matin même c'est lui qui avait 58 secondes de retard sur le Belge, 3e Zoetemelk à 4 minutes 8 secondes, 4e Van Impe à 5 minutes 14 secondes. Gimondi 5eme, certes auteur d'une belle étape, accuse 8 minutes 19 secondes de retard.
- 13 juillet : le Belge Willem Peeters gagne le Circuit des Monts du Sud-Ouest.
- 14 juillet : le Français Bernard Thévenet gagne la 16e étape du Tour de France Barcelonette-Serre Chevalier qui emprunte les cols de Vars et de l'Izoard. Dans la descente du col de Vars le Belge Eddy Merckx s'échappe mais est repris au pied de l'Izoard. À l'image de Louison Bobet le Français Bernard Thevenet, le maillot jaune sur le dos attaque à son tour dans l'Izoard qu'il franchit en solitaire. On craint qu'il ne soit repris avant l'arrivée, mais le Français gagne avec 2 minutes 22 secondes d'avance sur Merckx 2e, l'Italien Felice Gimondi 3eme, le Néerlandais  Joop Zoetemelk 4e et le Belge Lucien Van Impe 5e tous même temps. Au classement général Thevenet creuse l'écart sur Merckx 2e à 3 minutes 20 secondes, 3e Zoetemelk à 6 minutes 30 secondes, 4e Van Impe à 7 minutes 36 secondes. Gimondi étant 5e à 10 minutes 41 secondes. À noter que Thevenet, qui est surnommé à présent Nanard par tous ses supporters, gagne pour la deuxième fois le jour de la Fête Nationale.
- 15 juillet : l'Espagnol Vicente Lopez-Carril gagne la 17e étape du Tour de France Valloire-Morzine qui emprunte les cols du Télégraphe, de la Madeleine, des Aravis, de la Colombière, avec arrivée au sommet d'Avoriaz. Le Belge Eddy Merckx dans toutes les descentes des cols a tenté de semer le Français Bernard Thevenet qui à chaque fois est revenu sur lui en plaine. L'espagnol Lopez-Carril s'échappe dans le col de la Colombière et arrive au pied d'Avoriaz avec 6 minutes 14 secondes d'avance. Le Belge Lucien Van Impe seul se lance à sa poursuite dans l'ascension finale. Le Belge réalise une ascension éblouissante mais ne pourra que finir 2e à  2 minutes 11 secondes de l'Espagnol. Derrière Merckx 3e à 3 minutes 44 secondes, le Néerlandais Joop Zoetemelk 4e à 3 minutes 45 secondes et Thevenet 5e à 3 minutes 46 secondes se neutralisent. l'Italien Felice Gimondi s'écroule 10e à 5 minutes 33 secondes . À noter l'abandon du Français Jean Pierre Danguillaume. Au classement général 1er Thevenet, 2e Merckx à 3 minutes 18 secondes, 3e Van Impe à 6 minutes 1 secondes, 4e Zoetemelk à 6 minutes 29 secondes, 5e Gimondi à 12 minutes 28 secondes. Victime d'une chute avant le départ et souffrant d'une fracture du maxillaire Merckx refuse d'abandonner comme on le lui conseille.
- 16 juillet : le contre la montre de la 18e étape du Tour de France Morzine-Chatel est remporté par le Belge Lucien Van Impe. L'étape emprunte le col du corbier classé en 2e catégorie. Van Impe réalise un exploit en rejetant le Danois Ole Ritter 2e à 56 secondes, le Belge Eddy Merckx 3e à 57 secondes, le Français Bernard Thevenet 4e à 1 minute 12 secondes dans le même temps que le Portugais Joaquim Agosthino 5eme. l'Italien Felice Gimondi est 6e à 1 minute 37 secondes et le Néerlandais Joop Zoetemelk est 7e à 1 minute 41 secondes. Van Impe aurait pu jouer la victoire dans ce Tour avec plus de conviction, au lieu de se contenter du Grand Prix de la Montagne. Au classement général : 1er Thevenet, 2e Merckx à 3 minutes 3 secondes, 3e Van Impe à 4 minutes 49 secondes, 4e Zoetemelk à 6 minutes 58 secondes, 5e Gimondi à 12 minutes 53 secondes.
- 17 juillet : le Belge Rik Van Linden gagne au sprint la 19e étape du Tour de France Thonon les Bains-Chalons sur Saône devant le Français Robert Minkiewicz  2e, le Britannique Barry Hoban 3e et tout le peloton.
- 18 juillet : l'Italien Giacinto Santambrogio gagne détaché la 20e étape du Tour de France Pouilly en Auxois-Melun devant à 28 secondes, le Belge Rik Van Linden 2e, le Néerlandais Gerben Karstens 3e et tout le peloton.
- 19 juillet : le Belge Rik Van Linden gagne au sprint la 21e étape du Tour de France Melun-Senlis devant le Néerlandais Gerben Karstens 2e et le Britannique Barry Hoban 3e. Une chute à l'entrée du circuit scinde le peloton et permet au Belge Eddy Merckx de grappiller des secondes. Au classement général : 1er le Français Bernard Thevenet, 2e Merckx à 2 minutes 47 secondes, 3e le Belge Lucien Van Impe à 5 minutes 1 secondes, 4e le Néerlandais Joop Zoetemelk à  6 minutes 42 secondes, 5e l'Italien Felice Gimondi à 13 minutes 5 secondes. À l'issue du Tour Gimondi sera contrôlé positif à un test antidopage et sera pénalisé de 10 minutes. Gimondi passera 6e à 23 minutes 5 secondes. L'Espagnol Vicente Lopez Carril devient alors 5e à 19 minutes 29 secondes de Thevenet. Le classement n'évoluera pas dans la dernière étape qui est en fait un critérium sur les Champs Élysées.
- 19 juillet : le Belge Roger de Vlaeminck gagne le Grand Prix de Montelupo.
- 19 juillet : le Néerlandais Richard Buckaki gagne le Circuit du Sud-Ouest Belge.
- 20 juillet : le Belge Walter Godefroot gagne au sprint la 22e et ultime étape du Tour de France sur le circuit des Paris-Champs Élysées, 2e le Français Robert Minkiewicz, 3e le Néerlandais Gerben Karstens. Le Français Bernard Thévenet gagne le Tour de France en remportant les étapes de montagne de Pra-Loup et de Serre-Chevalier, il entre dans l'histoire comme le tombeur d'Eddy Merckx. Ce dernier n'a pas à rougir de sa défaite, il a même écrit une page de plus dans sa légende en terminant le Tour avec une fracture du Maxillaire et en luttant jusqu'à la dernière étape (il a encore tenté sa chance sur les Champs Élysées). Thevenet lui en est reconnaissant car sans lui la victoire n'aurait pas été si belle. Merckx a déclaré que de plus il ne se voyait pas abandonner les primes du 2e et les autres glanées tout au long du Tour et que méritaient de percevoir ses équipiers. Le Belge Lucien Van Impe 3e et vainqueur, pour la troisième fois du Grand Prix de la montagne, symbolisé pour la première fois par le maillot à pois rouges, a montré des moyens dignes d'un vainqueur du Tour. Le Belge Rik Van Linden remporte le classement par points symbolisé par le maillot vert. L'Italien Francesco Moser gagne le classement du meilleur jeune symbolisé par le maillot Blanc. C'est le premier classement du meilleur jeune, auparavant le maillot blanc symbolisait le vainqueur du combiné.
- 25 juillet : le Belge Bernard Draux gagne St Kwintens-Lennik.
- 26 juillet : l'Italien Fabrizio Fabbri gagne les Trois vallées varésines.
- 27 juillet : l'Espagnol Domingo Perurena gagne Saragosse-Sabinanigo pour la deuxième fois.
- 29 juillet : le Belge Ronald de Witte gagne le Grand Prix de l'Escaut.

### Août
- 1er août : le Belge André Dierickx gagne le Tour du Canton d'Argovie.
- 3 août : l'Italien Fabrizio Fabbri gagne le Tour des Apennins.
- 3 août : l'Espagnol Andres Gandarias gagne le Tour de Cantabrie.
- 6 août : l'Italien Wladimiro Panizza gagne Milan-Turin.
- 7 août : l'Italien Giovanni Battaglin gagne la Coupe Sabatini.
- 9 août : l'Italien Francesco Moser gagne le Tour de Ombrie pour la deuxième année d'affilée.
- 15 août : l'Espagnol Agustin Tamames gagne les 3 jours de Leganes.
- 17 août : le Belge Rik Van Linden gagne le Grand Prix de Dortmund.
- 17 août : l'équipe Bianchi gagne la Cronostafetta grâce aux victoires d'étapes de l'Italien Felice Gimondi et du Colombien Martin Rodriguez Guttierrez.
- 17 août : le Belge Frans Verbeeck gagne Hyon-Mons.
- 18 août : l'Italien Sergio Parsani gagne le Tour des Marches.
- 19 août : le Néerlandais Jan Raas gagne le Grand Prix de Zottegem.
- 23 août : l'Italien Constantino Conti gagne le Grand Prix de Prato pour la deuxième fois.
- 24 août : le Tour du Limousin devient professionnel le Français Francis Campaner l'Emporte.
- 24 août : le Belge Ward Janssens gagne Louvain-St Pierre.
- 20-25 août : championnats du monde de cyclisme sur piste à Rocourt (Belgique). L'Australien John Nicholson est champion du monde de vitesse professionnelle. Le Français Daniel Morelon est champion du monde de vitesse amateur pour la huitième fois. Le Néerlandais Roy Schuiten est champion du monde de poursuite professionnelle pour la deuxième année d'affilée. L'Allemand de l'est Thomas Huschke est champion du monde de poursuite amateur.
- 26 août : l'Italien Enrico Paolini gagne le Trophée Bernocchi.
- 26 août : le Néerlandais Joop Zoetemelk gagne le Tour des Pays-Bas.
- 27 août : le Français Bernard Bourreau gagne la Route Nivernaise.
- 27 août : le Belge Eddy Merckx gagne Druivenkoers-Overijse pour la deuxième fois.
- 27 août : à Yvoir (Belgique) la Néerlandaise Tineke Kole-Fopma est championne du monde sur route.
- 28 août : le Français Cyrille Guimard gagne le Grand Prix de Plouay.
- 28 août : le Néerlandais Gérard Vianen gagne le Tour de Zélande Centrale.
- 30 août : l'Espagnol José Luis Uribezubia gagne le Grand Prix Llodio.
- 30 août : à Yvoir (Belgique) le Néerlandais André Gevers est champion du monde amateur sur route.
- 31 août : à Yvoir (Belgique) le Néerlandais Hennie Kuiper devient champion du monde sur route détaché devant le Belge Roger de Vlaeminck et le Français Jean-Pierre Danguillaume.

### Septembre
- 2 septembre : le Belge Jos Jacobs gagne la Coupe Sels.
- 2 septembre : comme l'an dernier l'Espagnol Domingo Perurena gagne le Trophée Masferrer. C'est sa troisième victoire dans cette épreuve en tout.
- 8 septembre : le Belge Eddy Merckx gagne le Circuit des Boucles de l'Aulne pour la troisième fois.
- 9 septembre : le Belge Frans Verbeeck gagne le Grand Prix de Brasschaat.
- 11 septembre : le Belge Joseph Huysmans gagne le Championnat des Flandres.
- 13 septembre : le Suisse Roland Salm gagne le Tour de Vénétie.
- 14 septembre : le Belge Freddy Maertens gagne Paris-Bruxelles .
- 19 septembre : l'Italien Fausto Bergoglio gagne le Tour de Catalogne.
- 20 septembre : le Belge Marc Demeyer gagne le Grand Prix d'Orchies.
- 20 septembre : le Belge Roger de Vlaeminck gagne le Tour du Latium.
- 21 septembre : l'Allemand Dietrich Thurau gagne le Grand Prix de Fourmies.
- 21 septembre : le Belge Freddy Maertens gagne le Grand Prix Jef Scherens pour la deuxième année d'affilée.
- 21 septembre : le Néerlandais Joop Zoetemelk gagne le Grand Prix d'Isbergues.
- 23 septembre : l'Espagnol Javier Francisco Elorriaga gagne le Tour de La Rioja.
- 24 septembre : comme l'an dernier le Belge Eddy Merckx gagne la course de côte de Montjuich. C'est sa sixième victoire dans cette épreuve.
- 25 septembre : l'Italien Roberto Poggiali gagne le Tour du Frioul.
- 27 septembre : le Suisse Ueli Sutter gagne le Grand Prix de Lausanne.
- 29 septembre : le Belge Freddy Maertens gagne Tours-Versailles.
- 30 septembre : le Belge Eric de Wiele gagne le Circuit des frontières.

### Octobre
- 2 octobre : le Belge Eddy Cael gagne le Circuit du Houtland.
- 4 octobre : l'Italien Enrico Paolini gagne le Tour d'Émilie.
- 5 octobre : le Néerlandais Roy Schuiten gagne le Grand Prix des Nations.
- 5 octobre : l'Italien Fausto Bertoglio gagne le Grand Prix de Calvisano. L'épreuve ensuite disparait du calendrier international.
- 8 octobre : le Belge Roger de Vlaeminck gagne la Coppa Agostoni.
- 11 octobre : l'Italien Francesco Moser gagne le tour de Lombardie. Le Belge Eddy Merckx gagne le Trophée Super Prestige Pernod pour la septième fois d'affilée. Le Français Bernard Thévenet remporte le Trophée Prestige Pernod et son compatriote Bernard Hinault le Trophée promotion Pernod.
- 12 octobre : le Néerlandais Joop Zoetemelk gagne "A travers Lausanne".
- 12 octobre : le Néerlandais Aad Van Den Hoeck gagne l'Étoile des espoirs.
- 14 octobre : le Néerlandais Jan Van Katwijk gagne le Grand Prix de Clôture.
- 18 octobre : le Français Cyrille Guimard gagne à Sérenac l'épreuve qui sera plus connue sous le nom de Trophée des cimes.
- 19 octobre : le Néerlandais Roy Schuiten gagne le Grand Prix de Lugano. L'épreuve ne reprendra qu'en 1978.
- 26 octobre : la paire italienne Francesco Moser-Gian-Battista Baronchelli gagne le Trophée Baracchi .

## Principales naissances
- 9 janvier : Stéphane Bergès, cycliste français.
- 28 janvier : Julian Dean, cycliste néo-zélandais.
- 30 janvier : Magnus Bäckstedt, cycliste suédois.
- 31 janvier : Walter Fernando Pérez, cycliste argentin.
- 4 février : Jan Hruška, cycliste tchèque.
- 8 février : Vincent Le Quellec, cycliste français.
- 9 février : Kurt Asle Arvesen, cycliste danois.
- 15 février : Michael Steen Nielsen, coureur danois.
- 26 février : Alexandre Botcharov, cycliste russe.
- 27 février : Aitor González, cycliste espagnol, vainqueur du Tour d'Espagne 2002.
- 3 mars : David Blanco, cycliste espagnol.
- 5 mars : Sergueï Ivanov, cycliste russe.
- 6 mars : Mikel Pradera, cycliste espagnol.
- 14 mars :
  - David Cañada, cycliste espagnol.
  - Simon Kessler, cycliste sud-africain.
- 22 mars : Ludovic Turpin, cycliste français.
- 23 mars : Hossein Askari, cycliste iranien.
- 28 mars : Salvatore Commesso, cycliste italien.
- 1er avril : Gerrit Glomser, cycliste autrichien.
- 22 avril : Carlos Sastre, cycliste espagnol, vainqueur du Tour de France 2008.
- 30 avril : David Moncoutié, cycliste français.
- 3 mai : Robert Slippens, cycliste néerlandais.
- 5 mai : Andrej Hauptman, cycliste slovène.
- 14 mai : Nicki Sørensen, cycliste danois.
- 19 mai : Fabien De Waele, cycliste belge.
- 20 mai : Isaac Gálvez, cycliste espagnol.
- 10 juin : Unai Osa, cycliste espagnol.
- 16 juin : Christophe Morel, cycliste français.
- 18 juin : Freddy González, cycliste colombien.
- 19 juin : Bert Grabsch, cycliste allemand, champion du monde du contre-la-montre en 2008.
- 22 juin : Andreas Klöden, cycliste allemand.
- 23 juin : Noan Lelarge, cycliste français.
- 29 juin : Matías Médici, cycliste argentin.
- 15 juillet : Aitor Kintana, cycliste espagnol.
- 21 juillet : Bert De Waele, cycliste belge.
- 24 juillet : Alberto Ongarato, cycliste italien.
- 26 juillet : René Jørgensen, cycliste danois.
- 4 août : Laurent Estadieu, cycliste français.
- 5 août : Josep Jufré, cycliste espagnol.
- 11 août : Jay Sweet, cycliste australien.
- 15 août : Jérôme Neuville, cycliste français.
- 22 août : Pietro Caucchioli, cycliste italien.
- 1er septembre : Dario Pieri, cycliste italien.
- 9 septembre : Jörg Ludewig, cycliste allemand.
- 10 septembre :
  - José Alberto Martínez, cycliste espagnol.
  - Giuseppe Palumbo, cycliste italien.
- 13 septembre : Sonia Huguet, cycliste française.
- 11 octobre : Patxi Vila, cycliste espagnol.
- 14 octobre :
  - Floyd Landis, cycliste américain.
  - Iván Parra, cycliste colombien.
- 15 octobre : Chris Baldwin, cycliste américain.
- 17 octobre : Rodolfo Camacho, cycliste vénézuélien.
- 3 novembre :
  - Gabriele Balducci, cycliste italien.
  - Grischa Niermann, cycliste allemand.
- 4 novembre : Yoann Le Boulanger, cycliste français.
- 19 novembre : Ezequiel Mosquera, cycliste espagnol.
- 24 novembre : Guido Trentin, cycliste italien.
- 28 novembre : José Antonio Garrido, cycliste espagnol.
- 6 décembre : Ghader Mizbani, cycliste iranien.
- 9 décembre : Ondřej Sosenka, cycliste tchèque.
- 15 décembre : Thierry Loder, cycliste français.
- 18 décembre : Michael Barry, cycliste canadien.
- 19 décembre : Oleksandr Klymenko, cycliste ukrainien.
- 20 décembre : Vasílis Anastópoulos, cycliste grec.
- 23 décembre : Robert Bartko, cycliste allemand.

## Principaux décès
- 8 août : Joseph Wauters, cycliste belge. (° 19 février 1906).
- 26 octobre : Emiel Van Cauter, cycliste belge. (° 2 décembre 1931).